# Villa Arceno
Villa Arceno (o di Arceno) si trova in località San Gusmè nel comune di Castelnuovo Berardenga in provincia di Siena.

## Storia
Arceno è documentato come villaggio fin dall'XI secolo, quando fu oggetto di donazione da parte del conte Guinigi della Berardenga agli abati di Fontebuona, possesso poi confermato da Alessandro III e, nel 1185, da Urbano III. Nel 1202 il villaggio entrò nella cerchia finanziaria e politica di Siena, prestando fedeltà alle autorità della città. Nel 1223 tutte le proprietà ad Arceno furono concesse dai monaci in enfiteusi ai signori di Montalto.
Nel 1671 vi fu realizzata una villa per volere del cavaliere Flaminio Del Taia. Intorno ai primi anni del XIX secolo la proprietà passò a Emilio Innocenzo Piccolomini Clementini, i quali rinnovarono l'edificio e realizzarono l'immenso parco che la circonda incaricando Agostino Fantastici, che in quegli stessi anni costruiva anche il suo palazzo a Siena. Nel 1847 Arceno passò a Giorgio d'Innocenzo Piccolomini Crescentini e nel 1856 fu da questi venduta a Giovanni e Domenico Camaioni, per poi passare, il 18 maggio 1868, ad Aristide Castelli di Domenico e, nel 1876, a Gino Gamba Nicolai. I frequenti passaggi di proprietà ridussero la villa a uno stato di semiabbandono, da cui uscì nel 1992, quando fu completamente restaurata e trasformata in lussuoso resort e azienda vinicola; nel 1994 fu acquistata da Jess Jackson e Barbara Banke.

## Architettura
Un'ampia recinzione racchiude la villa e i suoi annessi, situati su un pianoro, che comprendono una cappella, un parco, un fabbricato di servizio a forma di L, e le scuderie, poste sul lato nord, caratterizzate da una facciata intonacata con un pinnacolo in cui si trova l'orologio.
Il fabbricato dell'edificio padronale, a pianta rettangolare, si ispira alle forme cinquecentesche, dalla sobria struttura compositiva abbinata a un sapiente uso dei materiali da costruzione. Si sviluppa su tre piani sottolineati da cornici marcapiano e termina con una copertura a padiglione al centro della quale s'innalza una torre colombaia. I fronti est ed ovest, più stretti, hanno gli accessi principali, con ampi portali inquadrati da coppie di colonne tuscaniche che sostengono un balcone soprastante. Quasi tutti gli elementi decorativi sono in stucco a imitazione della pietra, e staccano sull'intonaco di colore bianco. Dai portali simmetrici est ed ovest si accede a una galleria coperta da volte a crociera, pensata originariamente con accessibile per le carrozze, dalla quale si possono raggiungere tutti gli ambienti interni. Il piano nobile si raggiunge con una scala a rampa unica, ed è dominato da un ampio salone originariamente voltato, ma oggi con copertura lignea a cassettoni. Il piano superiore, destinato alla servitù, è invece raggiungibile tramite una scala a chiocciola in pietra, che serve anche il pian terreno e che è illuminata da un lucernario. Il piano interrato, destinato a magazzino, è collegato ai fabbricati vicini con passaggi: qui si vedono alcuni tratti murari originari del XVII secolo, che altrove sono nascosti dai restauri successivi.

### La cappella di San Giovanni

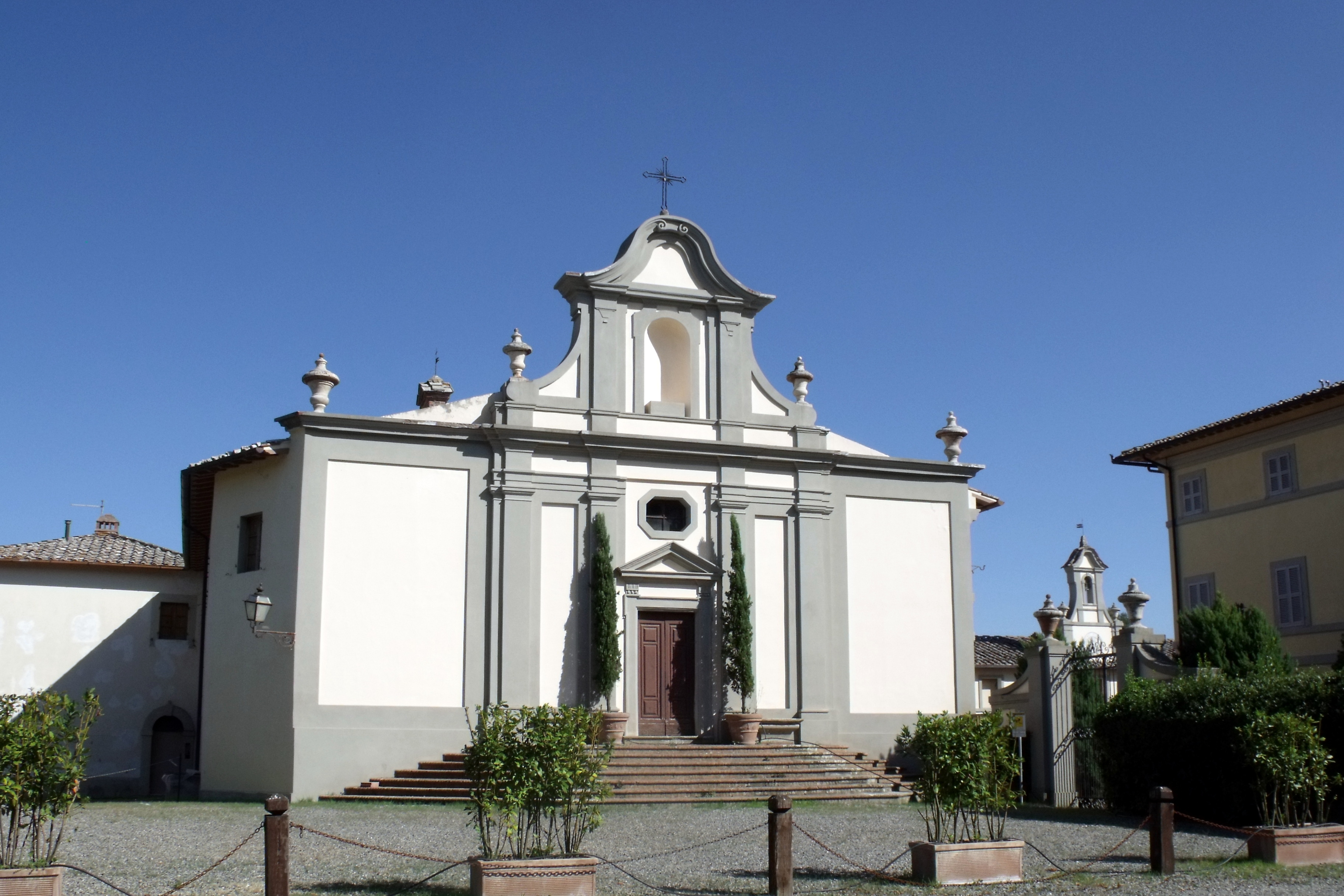
La cappella di San Giovanni

Accanto alla villa si trova la cappella di San Giovanni costruita intorno al 1730 recuperando l'antica chiesetta dei Del Taja. Ha forme classiche, con una facciata preceduta da una scalinata in mattoni, con un portale affiancato da quattro pilastri e sormontato da timpano triangolare. Il tutto è completato da un coronamento poligonale tardobarocco. L'interno presenta un'aula semplice, coperta a botte.

### Il parco
Di fronte alla villa inizia l'immenso parco, progettato da Agostino Fantastici intorno al 1833, che si estende per chilometri culminando in un lago artificiale completamente inserito nel bosco. Esso è caratterizzato da una folta vegetazione composta da piante rare d'alto fusto come sequoie, alberi di canfora, cedri del Libano, palme nane, mimose e gelsomini. La presenza dominante è però quella delle querce, dei pini e dei carpini.
L'accesso al parco avviene attraverso due ingressi, uno laterale ed uno principale. Da quest'ultimo si dipartono tre percorsi, dei quali uno conduce direttamente al lago mentre gli altri due seguono il perimetro del bosco, dentro al quale si sviluppano una serie di vialetti tortuosi. Sul laghetto artificiale, alimentato dal fiume Ombrone, sorgono due edifici che hanno funzione di riparo e luogo di sosta: il ninfeo e la casa delle barche.
Il ninfeo, un edificio in mattoni e travertino di stampo rinascimentale, sorge su un arenile pavimentato che scende a gradoni in acqua con funzioni di darsena. Piccole colonne servono all'ormeggio delle imbarcazioni usate per raggiungere gli isolotti al centro del lago, collegati alle rive da ponticelli di legno. La casa delle barche, collegata tramite un canale al lago, è un corpo rettangolare con tetto a capanna, su cui da entrambi i lati, si apre un arco ad ogiva.
All'interno del parco vi sono altre costruzioni con funzioni puramente decorative: la Calcinaia, raggiungibile dalla villa attraverso un viale di cipressi e decorata al centro con una statua in terracotta di Marsia; il tempietto circolare dorico, con all'interno la statua di Pandora, posto in posizione dominante; un obelisco al centro di una radura; e un ninfeo composto da una fontana con zampillo centrale e da una grotta retrostante in sasso spugnoso, che si trova sul percorso principale che conduce al lago.
Nel 1848 il cavaliere Emilio Piccolomini Clementini fece costruire un tunnel di collegamento con la strada che conduce ad Arceno, facilitando l'accesso alla tenuta e creando uno scorcio suggestivo sul parco.